# Скудерија Ферари
Скудерија Ферари (Scuderia Ferrari), тренутно се такмичи под називом Скудерија Ферари ХП, тркачки je одсек италијанског произвођача луксузних аутомобила Ферари и тркачки тим који се такмичи у Формули 1. Тим је такође познат под надимком „Преплићући коњ“ (италијански: il Cavallino Rampante или једноставно il Cavallino), што се односи на њихов лого. То је најстарији преживели и најуспешнији тим у историји Формуле 1, који се такмичи у сваком Светском првенству од 1950. године.
Тим је основао Енцо Ферари 1929. године, првобитно како би се такмичио са аутомобилима произведеним од стране Алфа Ромеа. До 1947. године, Ферари је почео да производи сопствене аутомобиле. Поред Формуле 1, међу значајним постигнућима тима су победе на такмичењима као што су Светски шампионат спортских аутомобила, 24 сата Ле Мана, 24 сата Дејтоне, 12 сати Себринга, 24 сата Спа, Тарга Флорио и Миле Миља. Купци Ферарија су такође остварили победе на догађајима као што су Пти Ле Ман, 24 сата Нирбургринга, 12 сати Батхурста и Карера Панамерикана. Тим је познат по својој страственој бази навијача, познатој као тифоси. Велика награда Италије у Монци се сматра домаћом трком тима.
Као конструктор у Формули 1, Ферари има рекордних 16 титула у конкуренцији конструктора. Њихова последња титула у тој категорији освојена је 2008. године. Тим такође држи рекорд по броју титула у конкуренцији возача — укупно 15, које је освојило девет различитих возача, укључујући Алберта Аскарија, Хуана Мануела Фанђа, Мајка Хоторна, Фила Хила, Џона Суртиса, Никија Лауду, Џодија Шектера, Михаела Шумахера и Кимија Рајконена. Рајконенова титула из 2007. године је последња освојена за тим. Тосканска велика награда 2020. године била је 1000. трка тима у Формули 1.
Михаел Шумахер је најуспешнији возач тима. Придружио се тиму 1996. године и возио за њих до своје прве пензије 2006. године, освојивши пет узастопних титула и 72 трке за тим. Његове титуле су дошле у периоду од 2000. до 2004. године, а тим је освојио узастопне титуле конструктора од 1999. до 2004. године, што је најуспешнији период у историји тима. Возачи тима за сезону 2025. су Шарл Леклер и седмоструки шампион Формуле 1 Луис Хамилтон.

## Историја

### 2000—2006.
Овај период карактеришу узастопне титуле које су Ферари и Михаел Шумахер освајали. Тандем је био непобедив од 2000. до 2004. године. Други возач тима у том периоду је био Рубенс Барикело, који је увек био између другог и четвртог места у категорији возача. Доминација је била поготову очигледна 2002. године када је Ферари освојио 15 од 17 трка. У том периоду Шумахер је престигао и рекорд Фанђа од 5 титула најбољег возача сезоне. Та традиција је прекинута 2005. године када је тим Ферарија иако у истом саставу освојио тек треће место у категорији конструктора, Шумахер такође треће, а Барикело тек осмо место. У 2006. години у тим је дошао Фелипе Маса. Ипак Ферари ни ове сезоне није успео да освоји титулу. Додуше свега за 5 поена (206:201), али Рено је и ове сезоне успео да освоји титулу. Шумахеру је такође за свега неколико поена (134:121) титулу поново узео Фернандо Алонсо.

### 2007. година
Главне промене у тиму су одлазак вишеструког шампиона Михаела Шумахера и главног стратега тима Роса Брауна. Ипак, Ферари је имао успешну сезону 2007. Захваљујући шпијунској афери и елиминацији Макларена из такмичења конструктора, Ферари је проглашен за најбољег конструктора у 2007. години. У овој сезони боје Ферарија у формули 1 су бранили бразилац Фелипе Маса и финац Кими Рејкенен. Рејкенен је такође понео титулу шампиона Формуле 1. Директор тима је Жан Тод.

### 2008. година
За Ферари су у сезони 2008. наступали исти возачи као и у претходној сезони. Ове године су њихови болиди носили бројеве 1 (Рејкенен) и 2 (Маса). Дошло је до промена и у менаџменту екипа па је тако функцију шефа тима преузео Стефано Доменикали. Сезона је добро почела за Кимија Рејкенена који је након прве четири трке био лидер шампионата. Међутим, како је сезона одмицала, форма финског возача је била све слабија, док је супротно важило за његовог тимског колегу Фелипеа Масу па се Бразилац тако средином сезоне јасно издвојио у Ферарију као главни кандидат за освајање титуле. Његов главни конкурент за прво место у пласману је био Луис Хамилтон у Макларену. Борба између њих се водила буквално до последњег круга финалне трке Велику награду Бразила. Хамилтон је на Интерлагос дошао са бодовном предношћу па је тако Маса морао да победи, док је Британцу било довољно да освоји пето место за освајање титуле. Маса је победио на трци, али је Хамилтон захваљујући обилажењу Тима Глока у последњој кривини последњег круга дошао до неопходне пете позиције која му је омогућила да у коначном пласману заврши један поен испред Масе. Ферари је за утеху, дошао до шеснаесте титуле у шампионату конструктора са 172 освојена бода.

### 2009. година
Сезона 2009 није била добра за Ферари. Болид Ф60 (у част 60. годишњице Фераријевог учешћа у Формули 1) ни у једном тренутку није био довољно конкурентан како би омогућио екипи да се бори за титулу. Ферари је био међу тимовима који су 2009. по први пут користили КЕРС систем. Италијански тим је једину победу у сезони остварио на Великој награди Белгије када је победио Кими Рејкенен.
Фераријеву сезону је обележила и повреда Фелипеа Масе кога је током квалификација за Великој награди Мађарске у главу ударила опруга која је отпала са задњег дела болида Рубенса Барикела. Бразилац се опоравио али се до краја године није враћао у Фераријев болид, па су га мењали прво тест-возач екипе Лука Бадоер, а потом и Ђанкарло Физикела који је у Ферари прешао из Форс Индије.
Ферари је сезону завршио на четвртој позицији у шампионату конструктора са 70 поена од којих је 48 освојио Рејкенен, а 22 Маса.

### 2010. година
По завршетку 2009. сезоне, Ферари је споразумно раскинуо уговор са Кимијем Рејкененом, а на његово место у тиму је дошао Фернандо Алонсо. Поред њега, за Ферари је у 2010. години возио опорављени Фелипе Маса. Сезона је за тим из Маранела почела одлично пошто је на првој трци остварена двострука победа, а Алонсо је у свом првом наступу за Ферари дошао до победе. Након овога, уследио је пад у форми екипе, па Ферари до краја прве половине шампионата није могао да парира Ред Булу и Макларену који су водили битку на врху поретка. Прекретница за италијански тим је била на Великој награди Немачке где је Алонсо поново победио, док је Маса био други. Ипак, ову трку су обележиле и тимске наредбе Ферарија због којих је Маса у 49. кругу морао да пропусти тимског колегу на прву позицију. Након овога форма екипе је била променљива, али је захваљујући проблемима ривала Алонсо успевао да одржи прикључак у борби за титулу. У самом финишу шампионата су уследиле победе у Монци, Сингапуру и Јужној Кореји и подијуми у Јапану и Бразилу па се тако две трке пре краја Алонсо нашао на водећој позицији у шампионату. Ипак, Шпанац је на крају изгубио титулу на последњој трци у Абу Дабију након што је Феррари направио грешку у стратегији.
Ферари је сезону 2010 завршио на трећој позицији са 396 бодова, а Алонсо је био други у шампионату возача са 252 бода, 4 мање од првопласираног Себастијана Фетела. Фелипе Маса је са друге стране само на моменте био у доброј форми током године па је зато сезону у поретку возача завршио на шестој позицији са 144 поена.

### 2011. година
Сезона 2011 је била још једна разочаравајућа за Ферари. Болид Ф150° Италија (у част 150. годишњице уједињења Италије) није био на нивоу од самог почетка године, мада се ситуација попраљала како је сезона одмицала. За екипу су поново возили Фернандо Алонсо и Фелипе Маса. У 2011. је и поред лошег болида до пуног изражаја дошао Алонсов таленат. Шпанац се десет пута пењао на подијум, а бодове није освојио само на Великој награди Канаде на којој је одустао. Једина победа у сезони је остварена на Великој награди Велике Британије када је Алонсо у променљивим временским условима био најбржи. Фелипе Маса је са друге стране поново имао лошу сезону коју су обележиле бројне грешке и знатно слабији темпо од Алонсовог. Бразилац се ни једном није пењао на подијум, а сезону је завршио на шестом месту у поретку возача са 118 поена, а Алонсо је био четврти са 257, једним мање од трећепласираног Марка Вебера. Ферари је у шампионату конструктора поново завршио на трећем месту са 375 бодова.

### 2012. година
Још пре почетка сезоне је било евидентно да Ферари има проблема са разумевањем новог болида, а слаба форма је потврђена у Аустралији. Одмах након тога је уследила потпуно неочекивана победа Алонсоа у Малезији, а Ферарију су у великој мери помогли промењиви временски услови да замаскира лош темпо. Након тога је уследило још неколико слабих трка, а онда креће преокрет од трке за Велику награду Шпаније. Фераријева форма је бивала све боља, а Алонсо је до летње паузе остварио још две победе и створио предност од 34 бода. Након тога су уследили нешто слабији резултати са којима се поклопио и повратак у форму екпе Ред Була и Себастијана Фетела. Алонсо је успео да борбу за титулу доведе до последње трке, али му је она на крају измакла за свега три бода. Ферари је у шампионату конструктора поново био други, док је Фелипе Маса имао слабу сезону коју је завршио на седмом месту уз само један подијум.

### 2013. година
Зимски тестови 2013. су протекли одлично за Ферари. Нови болид је био еволуција претходног и деловало је да и Алонсо и Маса имају темпо да се коначно равноправно супротставе Ред Булу. Квалитетан рад током зиме је потврђен у првих неколико трка. Алонсо је остварио победе у Кини и Шпанији, а чак је и поред два одустајања држао прикључак у шампионату. Међутим, средином сезоне је Међународна аутомобилистичка федерација тражила од снабдевача гума Пирелија да промени гуме због њиховог релативно кратког животног века. То је у потпуности пореметило неколико тимова који су конструисали болиде са којима су се лакше штеделе гуме, а међу њима је био и Ферари. Екипа из Маранела није успела да се поврати након тога па им је титула измакла још једном. Екипа је била друга у шампионату конструктора, Алонсо такође други у шампионату возача, док је Маса у својој последњој сезони са екипом био осми.

### 2014. година
Масу је у 2014. у тиму заменио повратник Кими Рејкенен, а сезона је донела бројна нова техничка правила. Ферари се као и 2009. није снашао у првој сезони промена, а главни разлог за то је био изузетно компликован шестоцилиндрични турбо мотор са интегрисаним системом за повраћај електричне енергије. Ферарију је највећи проблем представљало сналажење са софтвером мотора, али је и сама погонска јединица по снази заостајала за главним конкурентом. Резултат свега су две промене на месту шефа екипе током године, прва сезона без победе још од 1993. уз свега два подијума Фернанда Алонса у Кини где је био трећи и у Мађарској у којој је умало и победио, али је на крају морао да се задовољи другим местом. Алонсо је на крају своју последњу сезону у Ферарију завршио на шестом месту, док се Рејкенен током целе године мучио са болидом који није био по нјеговом укусу и на крају је био тек дванаести. Ферари је сезону завршио на четвртом месту у шампионату конструктора.

### 2015. година
Будући да је тим завршио тек на четвртом месту сезону 2014. у поретку конструктора, за руководиоца тима је постављен Маурицио Аривабене, који је заменио Марка Матијаћија. У екипу је дошао Себастијан Фетел као други возач, поред Рејкенена. Сезона 2015. је била успешнија. Фетел је остварио три победе а Ферари је завршио сезону на другом месту у такмичењу конструктора.

### 2016. година
Веома неуспешна сезона за тим. Возачи тима нису остварили ниједну победу. Себастијан Фетел је завршио тек на 4. месту у коначном пласману, а Кими Рејкенен је био шести. Тим је заузео 3. место у пласману конструктора.

### 2017. година
Значајно боља сезона за Скудерију од претходне. Већи део сезоне Себастијан Фетел је водио у пласману возача, али како се завршио одмор, тј. од Велике награде Белгије, Фетел је све више губио предност. На све то, одустајања у Сингапуру и Јапану запечатила су борбу за шампиона. Кими Рејкенен је на последњој трци сезоне изборио 4. место у пласману возача. Тим је завршио на другом месту у пласману конструктора.

### 2018. година
Слична сезона као и претходна. До Велике награде Италије Себастијан Фетел је водио у пласману возача али од тада није остварио ниједну победу. Кими Рејкенен је на опроштају од тима остварио победу на Великој награди САД и заузео 3.место у пласману возача. Тим је завршио на другом месту у пласману конструктора.

### 2019. година
Најслабија сезона Себастијана Фетела од доласка у 2015.године. С друге стране, новајлија Шарл Леклер је имао добру сезону са 2 победе и 6 пол позиција и завршио 4. у пласману возача за једно место испред тимског колеге. Тим је трећи пут узастопно вицешампион у конкуренцији конструктора.

### 2020-их
Себастијан Фетел и Шарл Леклер су задржани за сезону 2020. Леклерк је добио уговор да вози за тим до 2024. године, а Фетел је напустио тим крајем 2020. и придружио се Астон Мартин Ф1 тиму за 2021. Карлос Саинз се придружио тиму од сезоне 2021. као Фетелова замена, из Макларена. У августу 2020. године, Ферари је потписао нови Конкорд споразум да се такмичи у светском шампионату Формуле 1 од 2021. до 2025. године, што се поклапа са новим променама правила, истовремено изражавајући своју синонимност и посвећеност спорту. Велика награда Тоскане 2020. означила је Фераријев 1.000-ти почетак Велике награде као конструктора. Ферари је завршио сезону на 6. месту у конструкторском шампионату, што је њихов најгори резултат од 1980. На ВН Абу Дабија 2020. директор Ферарија, Матија Биното објавио је име аутомобила за 2021. Ферари СФ21, са шасијом Ферари СФ1000 за 2020. годину са новим аеродинамичним дизајном са мање отпора и новим погоном са више коњских снага.

### 2021. година
Тим је завршио на трећем месту у пласману конструктора а у пласману возача Саинс је завршио пети а Леклер шести. Као и прошле сезоне није остварена ниједна победа али јесу две пол позиције Леклера у Монте Карлу и Бакуу.

## Титуле возача
- Алберто Аскари (1952, 1953)
- Хуан Мануел Фанђо (1956)
- Мајк Хоторн (1958)
- Фил Хил (1961)
- Џон Сертиз (1964)
- Ники Лауда (1975, 1977)
- Џоди Шектер (1979)
- Михаел Шумахер (2000, 2001, 2002, 2003, 2004)
- Кими Рајконен (2007)